# 甲斐良隆
甲斐 良隆（かい よしたか）は、日本の商学者。京都情報大学院大学教授、関西学院大学名誉教授。

## 略歴
- 1973年京都大学工学部数理工学科卒業、同大学院修士課程修了、工学修士
- 関西学院大学大学院博士後期課程修了、博士（商学）
- 元帝人株式会社勤務
- 元三菱信託銀行株式会社統括マネージャ
- 元神戸大学大学院経営学研究科助教授 [1]
- 元関西学院大学専門職大学院教授（経営戦略研究科長）
- 関西学院大学名誉教授[2]

## 主要な著書
- 甲斐, 他「心とお金を繋ぐ地域金融」関西学院大学出版会, 2012. ISBN 9784862831057
- 甲斐, 他「企業リスク管理の実践」現代の財務経営, 中央経済社, 2009. ISBN 9784502663406
- 甲斐, 他「企業リスク管理の理論」現代の財務経営, 中央経済社, 2009. ISBN 9784502670008
- 甲斐, 他「リスクファイナンス入門：事業リスクの移転と金融・保険の融合」, 金融財政事情研究会, 2004. ISBN 4322105157
- 甲斐「資産運用とリスクマネジメント」ファイナンス工学大系シリーズ, エコノミスト社, 2002. ISBN 4873151090

## 主な研究論文
- 甲斐「ブランド商品における最適販売価格の設定（榊原茂樹博士記念号）」商学論究, Vol.61, pp.103-118, 2014-03. ISSN 0287-2552
- 甲斐「金融技術が変える不動産マネジメント（ファイナンス『金融技術の光と影』）」関学IBAジャーナル, Vol.2009, pp.33-35, 2009. ISSN 1881-5820
- 甲斐「リアルオプションで考える技術経営（特集 イノベーションと技術経営）」関学IBAジャーナル, Vol.2007, pp.4-7, 2007. ISSN 18815820
- 甲斐「事業リスクと災害リスク管理の統合効果」ビジネス&アカウンティングレビュー, Vol. , pp.1-9, 2007-03. ISSN 18809642
- D. Huang, Y. Kai, F. J. Fabozzi, M. Fukushima, "An optimal design of collateralized mortgage obligation with PAC-companion structure using dynamic cash reserve", European Journal of Operational Research, Vol.177, pp.1134-1152, 2007. doi:10.1016/j.ejor.2005.12.030
- 馬場, 西田, 甲斐「ニューラルネットを活用した従来型テクニカル分析手法改善の試み」電気学会論文誌. C, 電子・情報・システム部門誌, Vol.126, pp.1324-1331, 2006-11-01. doi:10.1541/ieejeiss.126.1324
- 甲斐「自然災害とリスク・シェアリング（特集 災害リスクの経済分析）」ESP economy,society,policy, Vol.493, pp.26-30, 2006-10. 国立国会図書館書誌ID:8591868
- 甲斐「消費者金融からみた多重債務形成行為の分析--多重債務の最大要因は『債務者の債務形成過程における無計画な借入・債務形成』」クレジットエイジ, Vol.27, pp.12-19, 2006-06. 国立国会図書館書誌ID:7974667
- 甲斐, 「BCPにおけるリスクファイナンスの重要性（リスクマネジメント特集号）」Business & economic review, Vol.16, pp.25-35, 2006-04. ISSN 18803482
- 沓名, 甲斐, 福島「キャッシュリザーブを用いたモーゲージ担保証券優先劣後構造の最適設計」日本オペレーションズ・リサーチ学会和文論文誌, Vol.49, pp.62-88, 2006. doi:10.15807/torsj.49.62
- 甲斐「リスク評価とリスクファイナンス」内閣府経済社会総合研究所, 2006.[3]
- 甲斐, 仲川, 田畑「改良代理制約法の非分離形非凸計画問題への応用」電子情報通信学会論文誌. A, 基礎・境界, Vol.88, pp.422-424, 2005-03-01. ISSN 09135707
- 甲斐「MBS優先劣後構造の最適設計」日本不動産金融工学学会実務ジャーナル, Vol.1, pp.2-25, 2003. NAID 10021014918[4][5]
- 甲斐「リスクが時間変化する場合の最適保険政策」経営システム学会 全国研究発表大会, 2003-11.[6][7]
- 甲斐「住宅ローン証券化と数理計画法を応用した投資戦略（<特集>最適化：広がる応用）」システム／制御／情報, Vol.47, pp.265-271, 2003. doi:10.11509/isciesci.47.6_265
- 甲斐「金融リスクの統合的管理：リスク評価技術を核として（<フォーラム小特集>応用数理の最前線）」応用数理, Vol.13, pp.226-230, 2003. doi:10.11540/bjsiam.13.3_226
- 甲斐「不動産インデックスを用いた不動産市場の分析」不動産金融工学会誌（ジャレフ・ジャーナル）Vol.1, pp.125-142, 2003. ISBN 4492711597
- 甲斐「ITへの依存が一層高まるリスク管理（総特集 勝ち抜くためのFIT戦略） -- （PART1 新局面を迎えたFIT）」月刊金融ジャーナル, Vol.43, pp.33-36, 2002-11. ISSN 04539176
- 甲斐「公的年金にも分散投資を」月刊金融ジャーナル, Vol.39, pp.59-62, 1998-04. ISSN 04539176
- 甲斐「新時代を迎えた年金資産運用のためのアセットアロケーション（特集 規制緩和と企業年金）」証券アナリストジャーナル, Vol.35, pp.15-26, 1997-06. ISSN 02877929
- 甲斐「資産運用に関する理論考察」オペレーションズ・リサーチ：経営の科学, Vol.36, pp.19-23, 1991-01-01. ISSN 00303674
- 甲斐, 加藤「樹脂建材生産における板取り」オペレーションズ・リサーチ：経営の科学, Vol.32, pp.191-197, 1987-04-01. ISSN 00303674
- 甲斐「アパレルマーチャンダイジング･エキスパートシステムの開発」繊維科学, Vol.28, pp.21-25, 1986. doi:10.11501/3351315
- 甲斐「アパレル企画のためのコンピュータデザインシステム」, 繊維製品消費科学, Vol.27, pp.465-470, 1986. doi:10.11419/senshoshi1960.27.465